# Marszałek (stopień wojskowy)
Marszałek, skr. marsz. (od stwniem. marchschalk – pol. koniuszy) – najwyższy stopień wojskowy w armiach wielu państw. Nadawany jest żołnierzom, posiadającym stopień generalski za wybitne osiągnięcia wojenne. W niektórych państwach ustępuje stopniowi generalissimusa. Tradycyjnym insygnium honorowym jest laska marszałkowska (w Polsce buława, w Serbii chorągiew, a w ZSRR gwiazda).

## Historia
W Europie Zachodniej stopień marszałka pojawił się w XVII w., początkowo we Francji (fr. Maréchal de France), następnie także w Anglii, Rzeszy Niemieckiej, Rosji i Austrii (Austro-Węgrzech) jako marszałek polny (ang. Field Marshal, niem. Feldmarschall, ros. Фельдмаршал). We Francji wprowadzony w 1185, w związku z profesjonalizacją armii, po zniesieniu godności konetabla w 1627 stał się najwyższym stopniem wojskowym. Został zniesiony przez rewolucję francuską, następnie przywrócony przez Napoleona w 1804. W pozostałych krajach wprowadzany niezależnie, zazwyczaj zastępując godność marszałka dworu. U krzyżaków marszałek zakonu był od poł. XII w. centralnym urzędem w armii, właściwym wojskowemu zastępcy wielkiego mistrza. Na wzór krzyżacki wprowadzony w Danii (1677) i Szwecji w 1576 (szw. Kronmarskalk, pol. Marszałek Korony), ustąpił marszałkowi polnemu (szw. fältmarskalk) po reformie wojska przez Gustawa II Adolfa w 1605 (po 1831 brak nadań). Urząd marszałka Rzeszy, należny od 1356 każdorazowemu księciu elektorowi saskiemu odpowiadał funkcji konetabla, jednak od XVII w. został formalnie rozdzielony na urząd kanclerski arcymarszałka Rzeszy, pozostający przy elektorze, oraz stopień marszałka polnego. Po 1806 nie funkcjonował. W armiach austriackiej i austro-węgierskiej funkcjonował stopień marszałka polnego porucznika (niem. Feldmarschalleutnant), będący odpowiednikiem generała porucznika (późn. dywizji). Marszałek Rzeszy jako stopień oficerski został przywrócony w 1940 specjalnie dla Hermanna Göringa.
W Polsce urząd marszałka był zasadniczo godnością cywilną (marszałkowie sejmowi i sejmikowi); analogicznie w Litwie marszałkowie ziemscy przed wprowadzeniem w XVI w. urzędu wojewody. Marszałkowie wielcy i nadworni w Koronie i Wielkim Księstwie Litewskim byli formalnie dowódcami wojsk nadwornych, później gwardii królewskiej i wielkoksiążęcej. Również marszałkowie generalni konfederacji sprawowali formalne, często faktyczne zwierzchnictwo nad siłami zbrojnymi. Analogicznie wśród kozaków ukształtował się urząd cywilno-wojskowy atamana (por. hetman). Marszałkowie ziem i województw byli dowódcami wojsk wystawionych przez te jednostki terytorialne. Jako godność wojskowa został ujednolicony dopiero po odzyskaniu niepodległości, wprowadzonym w 1920 w Siłach Zbrojnych stopniem marszałka Polski.
W XX w. na wzór francuski lub niemiecki stopień marszałka wprowadzano w wielu armiach świata (m.in. Jugosławia, Rumunia). Od 20. XX w. w Finlandii funkcjonują formalnie dwa stopnie marszałka Finlandii (fiń. Suomen marsalkka) i niższego marszałka polnego (fiń. sotamarsalkka). Jedynymi marszałkami wojsk tych państw byli odpowiednio: Josip Broz Tito, Ion Antonescu i Carl Gustaf Mannerheim (marszałek Finlandii). W 1924–1945 także w armii włoskiej jako marszałkowie Włoch (wł. Maresciallo d’Italia) oraz wyższy od niego, utworzony specjalnie dla Benita Mussoliniego pierwszy marszałek Imperium (wł. Primo maresciallo dell’Impero). W Armii Czerwonej (ZSRR) wprowadzony w 1935 jako marszałek Związku Radzieckiego (ros. Ма́ршал Сове́тского Сою́за), w 1940 poszerzony w korpus marszałkowski obejmujący marszałków, marszałków rodzajów broni (odpowiadających marszałkom polnym) i marszałków Związku Radzieckiego.